# Archie de Sussex
Archie de Sussex (Archie Harrison), né Archie Mountbatten-Windsor le 6 mai 2019 à Londres, est un membre de la famille royale britannique. Il est le fils du prince Henry, duc de Sussex (dit Harry) et de Meghan Markle.
Petit-fils du roi Charles III, il figure en 6e position dans l'ordre de succession au trône britannique, ainsi qu'aux trônes des quatorze autres royaumes du Commonwealth.

## Biographie

### Naissance

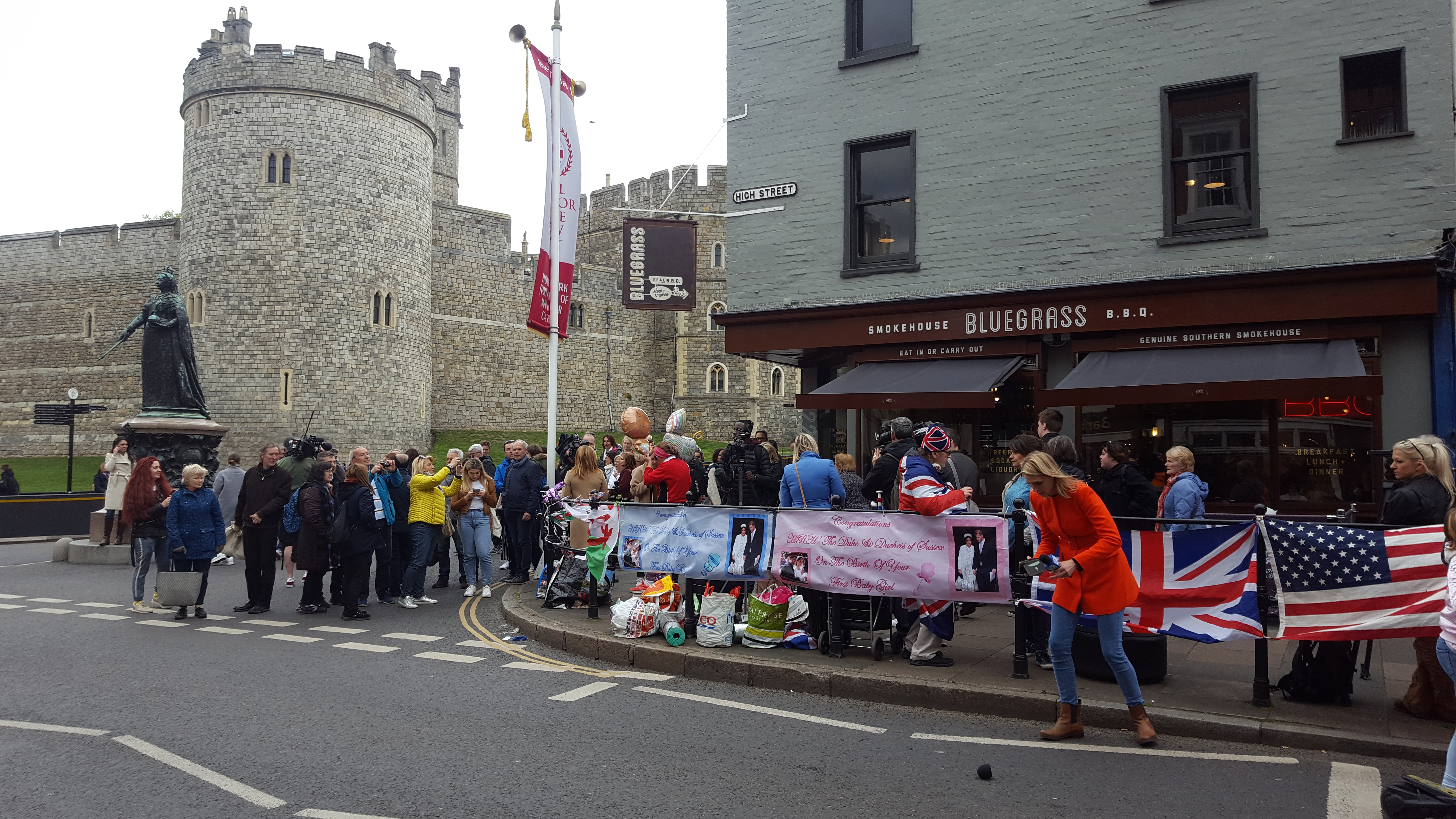
Foule d'anonymes et de journalistes attendant la naissance du fils du duc et de la duchesse de Sussex.

La première grossesse de Meghan Markle est annoncée le 15 octobre 2018 par le palais de Kensington. La duchesse de Sussex, enceinte de douze semaines, et son époux entament alors une tournée dans plusieurs pays du Pacifique,. Comme ce fut le cas pour les trois grossesses de Catherine Middleton, la grossesse de Meghan Markle attire l'attention des médias internationaux. Les parieurs britanniques auraient misé plus de 8 millions de livres (9 millions d'euros), dépassant largement les 3 millions de livres cumulées pour la naissance de ses cousins, le prince George, la princesse Charlotte et le prince Louis, les enfants du prince William.
L'enfant naît le 6 mai 2019, à 5 h 26 (heure locale BST) au Portland Hospital à Londres, et pèse 3,3 kg,. Il est présenté aux médias internationaux le 8 mai 2019 dans la galerie Saint-Georges du château de Windsor, avant de l'être à ses arrière-grands-parents, la reine Élisabeth II et le prince Philip, duc d'Édimbourg.
Le même jour, sur les réseaux sociaux, ses parents dévoilent ses prénoms : Archie Harrison. Archie est le diminutif d'Archibald, prénom d'origine germanique (Archambaud en français) signifiant « naturel et audacieux » ; Harrison est une contraction de Harry's son, qui signifie « fils de Harry ».

### Baptême
Archie Mountbatten-Windsor est baptisé le 6 juillet 2019 en la chapelle privée du château de Windsor. Le duc et la duchesse de Sussex choisissent de tenir secrète l'identité des parrains et marraines de leur fils. Conformément à la tradition, l'enfant porte une réplique de la robe de baptême de la fille aînée de la reine Victoria,.

### Apparitions officielles
À l'automne 2019, Archie Mountbatten-Windsor, alors âgé de quatre mois, accompagne ses parents pour son premier voyage officiel, en Afrique australe. La duchesse de Sussex et son fils n'effectuent toutefois pas l'intégralité du voyage, que le prince Harry achève seul.
Cependant, dès janvier 2020, le duc et la duchesse décident de mettre un terme à leurs obligations envers la famille royale britannique et de s'installer avec leur fils à Vancouver, au Canada ; quelques mois plus tard, la famille emménage aux États-Unis, d'abord à Beverly Hills puis à Montecito.

### Scolarité et éducation
Début 2022, Archie Mountbatten-Windsor intègre une école maternelle aux méthodes d'enseignement basées sur la pleine conscience, l'intelligence émotionnelle et la protection de l'environnement. L'établissement, situé non loin du domicile familial en Californie, enseigne également l'espagnol, la musique, la danse, le théâtre et le codage.

## Titulature
En tant qu'arrière-petit-fils de la souveraine, Archie n'acquiert pas à sa naissance le titre de prince ni le traitement d'altesse royale, le roi George V en ayant limité la diffusion au sein de la famille royale. En tant que fils aîné et héritier du duc de Sussex, il aurait cependant pu porter, par courtoisie, le titre de comte de Dumbarton, premier titre subsidiaire de son père. Ses parents décident cependant qu'il ne portera aucun titre et sera simplement connu comme Master,,. Comme tous les descendants en ligne masculine du prince Philip, duc d'Édimbourg, ne portant pas de titre princier, son nom de famille est Mountbatten-Windsor.
À l'accession au trône de son grand-père, Charles III, le 8 septembre 2022, étant alors un petit-fils du souverain en ligne masculine, il devient éligible au titre de prince avec le prédicat d'altesse royale, en l'état actuel des lettres patentes de 1917. Ce titre lui est officiellement attribué par son grand-père en mars 2023, la maison royale précisant toutefois qu'il ne sera utilisé que dans un cadre formel ; depuis lors, Archie porte additionnellement à son titre le nom de l'apanage de son père, c'est-à-dire « de Sussex ».
À la suite du couronnement du roi Charles III, ses parents décident de changer son nom de famille, ainsi que celui de sa sœur Lilibet, en utilisant comme référence leurs titres royaux, et troquent leur patronyme « Mountbatten-Windsor » pour celui de « Sussex »,,,.